# Jens Johan Hjort

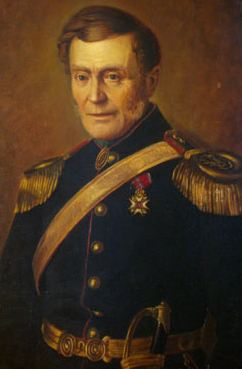
Jens Johan Hjort.

Jens Johan Hjort, född 8 maj 1798 i Kristiania (nuvarande Oslo), död där 27 september 1873, var en norsk läkare. Han var far till oftalmologen Johan Hjort.
Hjort blev student 1816 och medicine doktor 1830. Åren 1822–1853 verkade han som militärläkare och var samtidigt läkare vid Rikshospitalet, där han tjänstgjorde som överläkare vid avdelningen för hudsjukdomar 1841–1871. Han var bekant i synnerhet genom sina undersökningar angående lepran och var 1840–1846 medredaktör för den första serien av "Magazin for lægevidenskaben", där han skrev flera avhandlingar. Särskilt utgav han De functione retinæ (1826–1830).